# Ranelagh (metrostation)
Ranelagh is een station van de metro in Parijs langs metrolijn 9, in het 16e arrondissement. Het station is genoemd naar lord Ranelagh, een Britse adellijke muziekliefhebber die een muziektent op zijn landgoed bij Chelsea oprichtte, die als voorbeeld diende voor een vergelijkbare uitspanning in het voormalige park la Muette dat in de nabijheid van het huidige metrostation lag. Bovengronds is een bijzonder welgestelde doch saaie buurt te vinden.
Pont de Sèvres · 
Billancourt · 
Marcel Sembat · 
Porte de Saint-Cloud · 
Exelmans · 
Michel-Ange - Molitor · 
Michel-Ange - Auteuil · 
Jasmin · 
Ranelagh · 
La Muette · 
Rue de la Pompe · 
Trocadéro · 
Iéna · 
Alma - Marceau · 
Franklin D. Roosevelt · 
Saint-Philippe du Roule · 
Miromesnil · 
Saint-Augustin · 
Havre - Caumartin · 
Chaussée d'Antin - La Fayette · 
Richelieu - Drouot · 
Grands Boulevards · 
Bonne Nouvelle · 
Strasbourg - Saint-Denis · 
République · 
Oberkampf · 
Saint-Ambroise · 
Voltaire · 
Charonne · 
Rue des Boulets · 
Nation · 
Buzenval · 
Maraîchers · 
Porte de Montreuil · 
Robespierre · 
Croix de Chavaux · 
Mairie de Montreuil